# Gino Leonhard

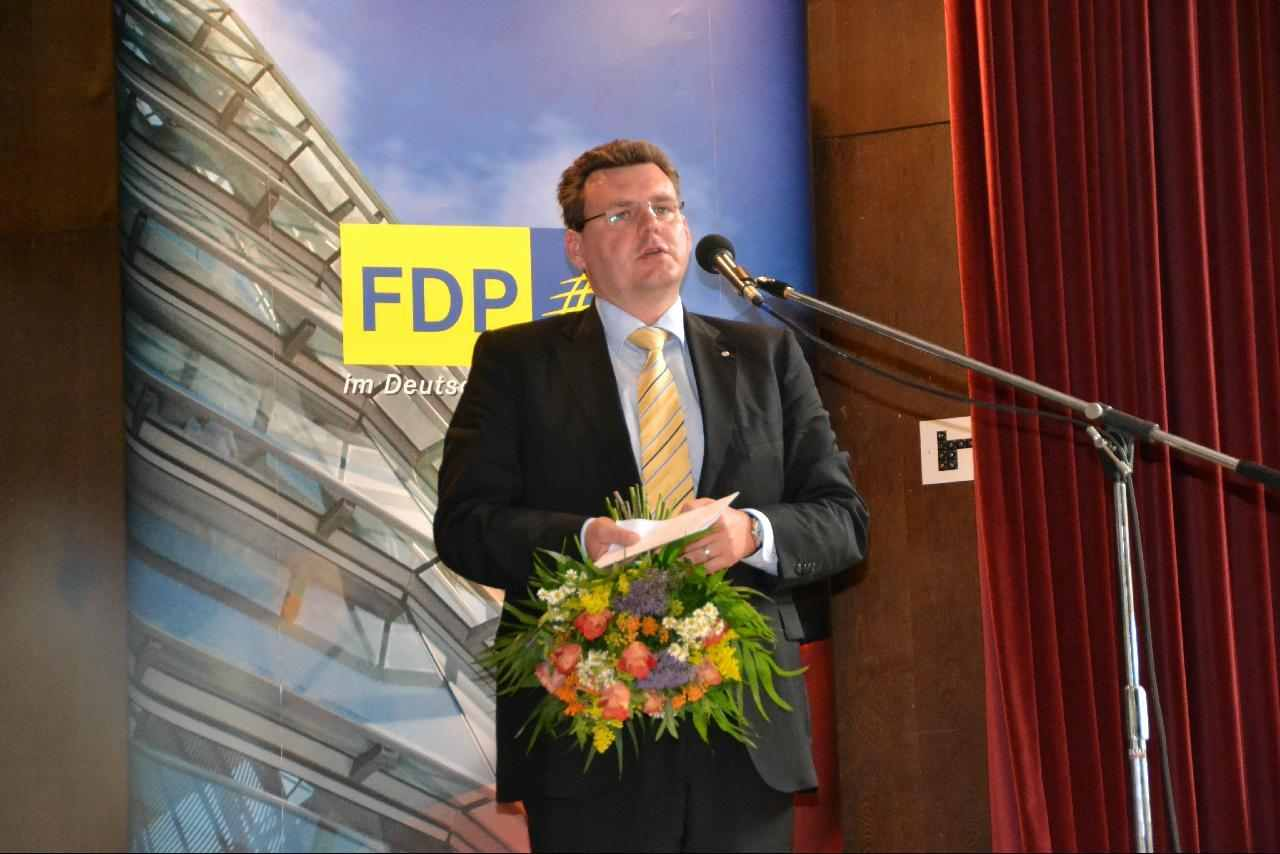
Gino Leonhard, 2011

Gino Leonhard (* 27. Dezember 1972 in Bergen (Rügen)) ist ein deutscher Politiker (FDP). 2006 bis 2011 war er Abgeordneter im Landtag von Mecklenburg-Vorpommern.

## Leben
Leonhard machte nach der Schule eine Ausbildung zum Schiffsmechaniker bei der Deutschen Seereederei Rostock und arbeitete nach einem weiteren Fachschulstudium an Fachhochschule für öffentliche Verwaltung und Rechtslehre, Güstrow, daraufhin als Verwaltungsbeamter. Er war als Haupt- und Personalamtsleiter der Gemeinde Seebad Insel Hiddensee tätig, zu deren stellvertretendem und später auch amtierendem Bürgermeister er gewählt wurde. Später war Leonhard auch hauptamtlicher Bürgermeister der Gemeinde Seebad Insel Hiddensee, er war bereits mit 24 Jahren gewählt, durfte aber das Amt erst mit 27 Jahren offiziell übernehmen. Erst dann waren im Land MV die kommunalrechtlichen Regelungen geschaffen.
Wegen des Tatverdachts der Vorteilsnahme, Untreue und Bestechlichkeit wurde gegen ihn im Jahre 2004 ermittelt. Büros und Privatwohnungen des damaligen Bürgermeisters Gino Leonhard sowie des Bauamtsleiters der Inselgemeinde wurden in diesem Zusammenhang, ohne jegliche Vorankündigung, durchsucht. Unter anderem habe er gemäß damaligem Verdacht unrechtmäßig Gehalt von einer gemeindeeigenen Firma bezogen. Gino Leonhard wurde auf mehrheitlichen Beschluss der Gemeindevertretung, parallel zu den laufenden Ermittlungen, in den einstweiligen Ruhestand versetzt. Die Ermittlungen wurden nach 1,5 Jahren, ohne dass sich Gino Leonhard zu den Vorwürfen persönlich äußern musste, durch die Staatsanwaltschaft Stralsund, kommentarlos eingestellt.
Nach seinem Mandat im Landtag Mecklenburg-Vorpommern, zog sich Gino Leonhard im Jahr 2011 aus der Politik zurück, gab alle politischen Ämter ab und übernahm nach einer längeren Ruhephase, eine neue Position in der freien Wirtschaft. Erst war er beratend tätig und seit April 2014 vertritt er das internationale Hotelmanagementunternehmen, Private Palace Hotels & Resorts, mit Sitz auf Malta, in der Funktion als Managing Director. Das Unternehmen betreibt weltweit, insbesondere aber auch in Mecklenburg-Vorpommern, auf der Insel Rügen, einige Hotels.

## Politik
Leonhard trat der FDP bei und wurde stellvertretender FDP-Kreisvorsitzender von Rügen, wo er stellvertretender Fraktionsvorsitzender im Kreistag war. Außerdem war er Landesvorsitzender der Vereinigung Liberaler Kommunalpolitiker in Mecklenburg-Vorpommern (VLK M-V) und vertrat die Vereinigung auch mehrere Jahre als stellvertretender Bundesvorsitzender. Leonhard wurde stellvertretender Landesvorsitzender der FDP und Vorstandsmitglied im Regionalverband Nord-Ost des Arbeiter-Samariter-Bundes (ASB), den er heute noch als Stellvertretender Vorsitzender vertritt. Über mehrere Wahlperioden vertrat Gino Leonhard, in der Funktion als Vizepräsident, den Kreistag Rügen.
Bei der Landtagswahl 2006 trat er als Direktkandidat im Wahlkreis 33 Rügen I an, erzielte dort mit 10,5 Prozent der Erststimmen, eines der landes- und bundesweit besten Ergebnisse. Er zog dabei über die Landesliste der FDP in den Landtag ein. Dort war er Parlamentarischer Geschäftsführer der FDP-Fraktion und deren Sprecher für Innen-, Sicherheits-, Kommunal- und Integrationspolitik sowie für Datenschutz. Insbesondere wichtig waren für ihn auch die internationale Beziehungen des Landes Mecklenburg-Vorpommern sowie die touristische Entwicklung im Land. Er vertrat die FDP-Fraktion auch in den Geheimschutzgremien, der Parlamentarischen Kontrollkommission (PKK) sowie der G-20 Kommission.
Zur Landtagswahl am 4. September 2011 übernahm Gino Leonhard, in seiner Eigenschaft als Stellvertretender Landesvorsitzender und Parlamentarischer Geschäftsführer die Spitzenkandidatur für die völlig zerrissene FDP Mecklenburg-Vorpommern an. Zuvor war der eigentliche Spitzenkandidat und bisheriger Fraktionsvorsitzende, Michael Roolf, nicht gewählt worden. Trotz aller Bemühungen von Gino Leonhard, sich und sein Wahlprogramm im Land bekannt zu machen, verlor die Partei bei der Wahl allerdings 6,8 Prozentpunkte und verfehlte mit nur noch 2,8 Prozent der Stimmen das Erreichen der Fünf-Prozent-Hürde und somit den Wiedereinzug in den Landtag, sehr deutlich.
Aufgrund des Todes des CDU-Kandidaten Udo Timm zwei Wochen vor dem regulären Wahltermin fand im Wahlkreis Rügen I zwei Wochen nach dem Rest des Landes am 18. September eine Nachwahl statt. Bei dieser trat Leonhard erneut als FDP-Direktkandidat in diesem Wahlkreis an. Da sich die CDU wegen dessen früherer DVU-Mitgliedschaft noch vor der Wahl gegen ihren Direktkandidaten Thomas Gens stellte und zur Wahl eines anderen Kandidaten aufrief und da aufgrund der Kenntnis des Wahlergebnisses der Hauptwahl die Möglichkeit bestand, durch taktische Wahl der NPD ein Mandat „wegzuwählen“, was durch ein FDP-Direktmandat oder ein sehr gutes Grünen-Zweitstimmenergebnis möglich gewesen wäre, erzielte Leonhard ein Rekord-Erststimmenergebnis von 14,9 %, verfehlte das Direktmandat jedoch deutlich.